# Jaswant Singh
El major Jaswant Singh ( Escolta (?·pàg.); Jasol, Índia, 3 de gener de 1938 - Nova Delhi, Índia, 27 de setembre de 2020) va ser oficial de l'exèrcit indi i ministre de gabinet indi. Va ser un dels membres fundadors del partit Bharatiya Janata (BJP) i va ser un dels parlamentaris amb més antiguitat de l'Índia, ja que va ser membre del Lok Sabha o del Rajya Sabha gairebé contínuament entre el 1980 i el 2014. Va ser el vicepresident de l'NDA. candidat a la presidència a les eleccions a la vicepresidència índia del 2012. Singh era l'únic líder de Rajasthan que tenia la distinció de convertir-se en ministre d'Afers Exteriors, Finances i Defensa.